# Joan de Grailly
Joan I de Grailly o, en francès, Jean de Grailly (?-1301) va ser un senescal del Ducat de Gascunya durant el període que abraça els anys 1266 i 1268, del Regne de Jerusalem des de 1271-1276 i de Gascunya novament de 1278-1287.
Joan va néixer a les costes del llac de Ginebre, al Comtat de Savoia. Probablement va viatjar a Anglaterra durant el regnat d'Enric II d'Anglaterra, en el seguici de Pere II de Savoia, que era oncle de la reina Elionor de Provença. En 1262 ja era cavaller a la cort del príncep Eduard, hereu del rei i futur rei Eduard I d'Anglaterra. En 1263 va obtenir l'estatus de conseller del jove príncep. En 1266 va ser recompensat pels seus serveis amb el castell i comtat de Benaugès. Va comprar també les mines de sal de Bordeus i el dret de peatge a Pierrefite a la Dordonya, com a fonts d'ingressos. També va rebre la senyoria de Langon i va ser nomenat senescal del feu del príncep Eduard a Gascunya. En 1280 va fundar el poble de Cadilhac per proporcionar un port al Benaugès.

## Novena Croada
El 1270 va acompanyar a Eduardo a la Novena Croada a Síria. Va romandre al Regne Llatí d'Orient com senescal i només tornada a Gascunya en algun moment anterior o durant l'any de 1276. No obstant això, va mantenir un gran interès en el destí de Jerusalem per la resta de la seva vida. L'octubre de 1277 va anar a Anglaterra per advertir al ja rei Eduard de la conspiració tramada pel vescomte de Castillon. El 1278 va ser reassignat al seu vell posat en Gascunya.

## Europa
En 1279, Joan va viatjar a Amiens, ja Anglaterra, per negociar el Tractat d'Amiens, que va posar punt final a l'estat d'oberta hostilitat en què es trobaven França i Anglaterra, i afavorir el retorn d'Agenès al control anglès. Només dues setmanes després del tractat, Joan de Grailly va posar en debat la qüestió de si Quercy era o no territori anglès. Va formar part de la comissió que vigilaria el retorn de l'Agenès i els seus deures com a senescal van ser estesos a aquesta nova regió. Eduard també va ordenar a Joan que es prohibeixi el pagament del fouage, un impost demandat per la corona francesa. Se li va donar la funció del lliurament de cartes que posaven de manifest la intenció del rei Eduard de pagar la tarifa en uns anys, quan milloressin les collites. El 1285 fins i tot es va negociar el pagament de l'impost amb vi de Bordeus.
Joan també va haver de negociar amb la cort francesa a París uns assumptes concernents amb les clàusules dels estatuts de Gascunya. La fórmula que va resultar mútuament acceptada va ser: "actum fuit regnantibus Philippo regis Francie, Edwardo rege Anglie, duce Aquitanie". Joan va viatjar molt, no només a París, sinó també a Hondarribia per negociar amb Alfons X de Castella. El 2 gener 1281 va estar a Viena per testimoniar un acord entre Felip de Savoia i Robert II de Borgonya. Posteriorment, aquest mateix any, va ser despatxat a Macon per assessorar Margarida de Provença, la vídua de Lluís IX de França. Eduard el va utilitzar àmpliament com el seu representant oficial a l'Europa continental.
Entre 1280 i 1285 Grailly va prendre part en les tortuoses negociacions concernents a l'herència del Comte de Bigorra, després de la mort de la cinc vegades casada Comtessa Peronella. Finalment, es va determinar que l'hereditària fos Joana I de Navarra. La qüestió de l'homenatge va ser, però, ignorada, ja Joana i el seu marit, Felip el Just, eren ambdós monarques i no havien de retre homenatge ni lleialtat a ningú. No obstant això, la qüestió de si Bigorra era un feu del Duc d'Aquitània o del Rei de França va ser sempre un motiu de disputa entre els dos monarques durant tot el segle xiv.
Joan de Grailly es va quedar curt de pressupost per a les seves activitats, ja que les seves despeses necessitaven l'aprovació de l'escrivà abans de poder rebre els seus salaris. Per posar-hi remei, va dur a terme tasques d'explotació i exigències als camperols i vilatans de les seves terres, les queixes van arribar a orelles del Rei Eduard I. Va ser rellevat del càrrec en algun moment entre juny de 1286 i la primavera del 1287, quan el rei i la reina es van presentar a Gascunya per preguntar el perquè dels seus actes. La investigació va trobar que de Grailly havia malversat els fons de diverses localitats seves. Se li va ordenar pagar totes les seves deutes, però aquests pagaments van poder fer-se descomptant diners dels comptes que tenia. Va tornar a Savoia i va deixar la regència de Gascunya en mans del seu fill Pere de Grailly.

## Últimes campanyes a Terra Santa
Joan de Grailly va tornar a Llevant al final de 1280. En 1289, va marxar amb un regiment francès des d'Acre a l'assetjada ciutat de Trípoli, va combatre amb afany a les tropes del soldà Qalawun fins a la caiguda de Trípoli l'abril de 1289. Seguint a la caiguda de Trípoli, Joan va ser enviat a Europa pel rei Enric II de Xipre, per advertir als monarques europeus sobre la situació crítica en Llevant. Joan es va entrevistar amb el papa Nicolau IV qui va compartir les seves preocupacions i va enviar una carta els potentats europeus per fer quelcom en favor de la Terra Santa. No obstant això, molts senyors europeus estaven massa preocupats per la qüestió siciliana com per organitzar Croades, i tampoc Eduard I d'Anglaterra es veia amb possibilitats de marxar a Terra Santa, ja que tenia problemes més importants a casa. Només un petit exèrcit de camperols i vilatans desocupats toscans i llombards van poder assistir a la crida. Vint galeres venecianes els van transportar a Palestina. Al capdavant d'aquestes hosts marxava Nicolau Tiepolo, el fill de Llorenç Tiepolo, el Dux de Venècia, que va ser assistit al seu retorn per Joan de Grailly i Roux de Sully. A cada un d'ells els van ser confiades 1000 monedes d'or provinents del tresor del Papa
En salpar cap a orient es van unir cinc galeres enviades per Jaume el Just que tot i estar en guerra amb el papat i Venècia desitjava ajudar.
Joan va estar present com Comandant en Cap de les tropes franceses del rei durant el Setge d'Acre. Ferit, va ser rescatat durant el setge pel seu camarada suís Otó de Grandson, que també va servir durant algun temps al rei Eduard i que havia lluitat al seu costat, i van escapar en vaixell a Xipre. Temps després va tornar a Savoia, on va morir. Els seus descendents van continuar jugant un paper crucial en Gascunya durant el segle xiv.